# نیشینومی کاجیرو سوم
نیشینومی کاجیرو سوم (به ژاپنی: 西ノ海 嘉治郎(三代目)) کُشتی‌گیر سوموی اهل استان کاگوشیما در کشور ژاپن است که سی‌امین کشتی‌گیر دارای رتبهٔ یوکوزونا محسوب می‌شود. وی در سال ۱۹۲۳ میلادی به این مرتبه ارتقا یافت و در سال ۱۹۲۸ میلادی بازنشست شد. نیشینومی کاجیرو سوم توانست ۱ بار قهرمان (یوشو) مسابقات سومو شود.